# قطعنامه ۱۷۲۶ شورای امنیت
قطعنامه  ۱۷۲۶ شورای امنیت سازمان ملل متحد که در تاریخ ۱۵ دسامبر ۲۰۰۶ تصویب شد، سندی بین‌المللی دربارهٔ بررسی وضعیت در ساحل عاج است. این قطعنامه طی نشست ۵۵۹۱ام با ۱۵ رای موافق، ۰ مخالف و ۰ ممتنع تصویب شد.